# Tmeticus nigriceps
Tmeticus nigriceps är en spindelart som först beskrevs av Kulczynski 1916.  Tmeticus nigriceps ingår i släktet Tmeticus och familjen täckvävarspindlar. Inga underarter finns listade i Catalogue of Life.